# عبدالوهاب شهیدی
عبدالوهاب شهیدی (۱۰ مهر ۱۳۰۱ – ۲۰ اردیبهشت ۱۴۰۰) موسیقی‌دان، خواننده، آهنگساز، مدرس آواز و نوازندهٔ عود ایرانی بود. او شاگرد اسماعیل مهرتاش بود و از سال ۱۳۳۹ همکاری خود را با برنامه رادیویی گل‌ها آغاز کرد. پس از انقلاب سال ۱۳۵۷، دادگاه انقلاب اصفهان، به دلیل چند سال مأمور به خدمت بودن عبدالوهاب شهیدی در سازمان اطلاعات ارتش، به اتهام «ساواکی بودن» به چهار ماه حبس تأدیبی محکومش کرد ولی پس از پذیرش عذرخواهی، آزاد شد. پس از آن اتفاق، برای همیشه از کار در عرصه موسیقی کنار گذاشته شد. شهیدی پس از انقلاب، ایران را ترک کرد و به ایالت متحده آمریکا رفت ولی در میانهٔ دهه ۱۳۷۰ به ایران بازگشت. وی در سال ۱۴۰۰ درگذشت و روزهای آخر زندگی اش را در کرج گذراند.

## زندگی

جلد نوار صوتی حرف (گل‌های رنگارنگ ۲۶۶)، یکی از آثار قدیمی باصدای عبدالوهاب شهیدی

عبدالوهاب شهیدی فرزند میرزا حسن شهیدی ملقب به صدرالاسلام و متخلص به طوبی، که پدرِ شاهرخ و شاپور شهیدی است. او در ۱۰ مهر ۱۳۰۱ در شهر میمه زاده شد. عبدالوهاب شهیدی مشوق اصلی خود را پدرش می‌دانست و در این باره گفته بود: «پدرم از آن جا که موسیقی را خیلی خوب می‌دانست به من کمک می‌کرد و چند مثنوی را به من یاد داد که ای کاش نرفته بود و من از او بیشتر می‌آموختم. اما ۱۳ ساله بودم که ایشان درگذشت.» وی با اسماعیل مهرتاش آشنا شد و به عضویت در جامعه باربد درآمد و این آشنایی منجر به این شد که نزد وی فراگیری موسیقی را آغاز کند؛ ابتدا آوازهای تاج اصفهانی و ادیب خوانساری را آموخت. اما اسماعیل مهرتاش به او می‌گوید باید همه این‌ها را از ذهنت پاک کنی. بدین ترتیب عبدالوهاب شهیدی صاحب سبکی منحصر به فرد شد.
عبدالوهاب شهیدی از آغاز دهه ۱۳۲۰ کار هنری خود را با فراگیری آواز، سنتور و عود نزد اسماعیل مهرتاش آغاز کرد. او در سال ۱۳۳۹ در برنامه گل‌ها آغاز به همکاری با رادیو کرد و تا سال ۱۳۵۷ در بسیاری از این برنامه‌ها شرکت کرد. وی همچنین چندین بار در برنامه‌های جشن هنر شیراز شرکت کرد و در این برنامه‌ها با هنرمندان سرشناسی چون جلیل شهناز، فرامرز پایور، علی‌اصغر بهاری، حسین تهرانی، رحمت‌الله بدیعی، حسن ناهید و محمد اسماعیلی همکاری کرد.
عبدالوهاب شهیدی با اجرای بیش از ۲۳۰ برنامه، از فعال‌ترین هنرمندان برنامه گل‌ها بوده و رتبه سوم بیش‌ترین برنامه موسیقی در گل‌ها را دارد. عبدالوهاب شهیدی در اجرای آوازهای محلی نیز پیش‌رو بوده‌است. تصنیف معروف زندگی با مطلع آن نگاه گرم تو از این هنرمند است.
اجرای آوازهای محلی، در میان آثار عبدالوهاب شهیدی نقش برجسته‌ای دارند. از آوازهای محلی او می‌توان به تصنیف زندگی (معروف به اون نگاه گرم تو) اشاره کرد که مربوط به آهنگی محلی بر روی شعری از هما میرافشار در دستگاه ماهور است و با تنظیم فرامرز پایور اجرا شده‌است. عبدالوهاب شهیدی همچنین تصنیف‌های دیگری مانند یار بی‌وفا، آی سوزه و… همچنین وی قطعات قدیمی سرشناسی چون آثار عارف قزوینی را نیز اجرا کرد که از میان آن‌ها می‌توان به تصنیف‌های گریه را به مستی بهانه کردم (در آلبوم قدیمی حرف) و گریه کن که گر سیل خون گریی اشاره کرد.
در سال ۱۳۳۵ روابط عمومی ارتش توانست برنامه‌ای در رادیو به خود اختصاص دهد که آن هم موسیقی بود. به‌جز عبدالوهاب شهیدی، حسین قوامی و ایرج هم برنامه داشتند که تا چهارسال در آن جا بودند.
عبدالوهاب شهیدی ابتدا نواختن ساز سنتور را آغاز کرد اما پس از چند سال به ساز عود علاقه‌مند شد و آن را فرا گرفت. شهیدی باور داشت که یک خواننده حتماً باید بر یک ساز موسیقی اشراف داشته باشد. شهیدی مضراب تار را روی عود استفاده کرد و بدین ترتیب شیوه نوازندگی تار را روی عود پیاده نمود. در بسیاری از ساز و آوازهای او صدای عود وی در کنار آوازش به گوش می‌رسد. شهیدی با گروه‌های گوناگونی از جمله با گروه پایور همکاری کرد. او در بیشتر آلبوم‌ها علاوه بر آواز، گروه‌نوازی‌ها را نیز با عود همراهی کرد. همچنین آلبوم‌هایی از تک نوازی‌های عبدالوهاب شهیدی منتشر شده‌است که از میان آن‌ها آلبوم راز عود توسط انتشارات سرنا صوت بازنشر شده‌است.
وی دربارهٔ انتشار آثارش پس از انقلاب ۱۳۵۷ توسط سرنا صوت گفته بود که انتشار این آثار بدون رضایت او بوده‌است. این آلبوم‌ها بیشتر روی صفحات ۳۳ دور منتشر شده بودند و امروزه امتیاز آن‌ها از آهنگ روز به سرنا صوت منتقل شده‌است. عبدالوهاب شهیدی گفته بود که هیچ‌کدام از این دو ناشر مبلغ کامل را برای خرید امتیاز این آلبوم‌ها به صاحب اثر پرداخت نکرده‌اند.
پس از انقلاب ۱۳۵۷ دادگاه انقلاب اصفهان او را به اتهام «ساواکی بودن» به چهار ماه حبس تأدیبی محکوم کرد و پس از آن نیز برای همیشه از کار در عرصه موسیقی کنار گذاشته شد. روزنامهٔ اطلاعات در تاریخ ۱۱ تیر ۱۳۵۸ این خبر را دربارهٔ عبدالوهاب شهیدی منتشر کرد:
«دادگاه انقلاب اسلامی اصفهان محاکمه عبدالوهاب شهیدی هنرمند سرشناس را پایان داد و به ۴ ماه حبس تأدیبی محکوم ساخت. براساس کیفرخواست صادره، متهم به کار مداوم در ساواک و جمع‌آوری اطلاعات و فروش زمین واگذاری دولت به ارتش بود. شهیدی ضمن دفاع، خود را هنرمندی مردمی نامید که هرگز مدیحه‌سرای کسی نبوده بجز مولای متقیان علی. باتوجه به رأی دادگاه، چون عبدالوهاب شهیدی این مدت را در زندان طی کرده بود آزاد شد».
عبدالوهاب شهیدی پس از انقلاب چون بسیاری دیگر، ایران را ترک کرد و به ایالات متحده آمریکا رفت و در میانهٔ دههٔ ۱۳۷۰ (خورشیدی) به ایران بازگشت.وی روزهای آخر زندگی‌اش را در تهران گذراند. پس از درگذشت عبدالوهاب شهیدی، آلبوم «رهایم کن» با صدای او منتشر شد. در این اثر، نوازندگی پیانو را فخری ملک‌پور و نوازندگی تمبک را محمود رفیعیان برعهده داشته‌اند. «رهایم کن» آخرین آلبوم رسمی منتشرشده از شهیدی به‌شمار می‌رود و از سوی پلتفرم بیپ‌تونز در دسترس عموم قرار گرفته‌است.

## درگذشت

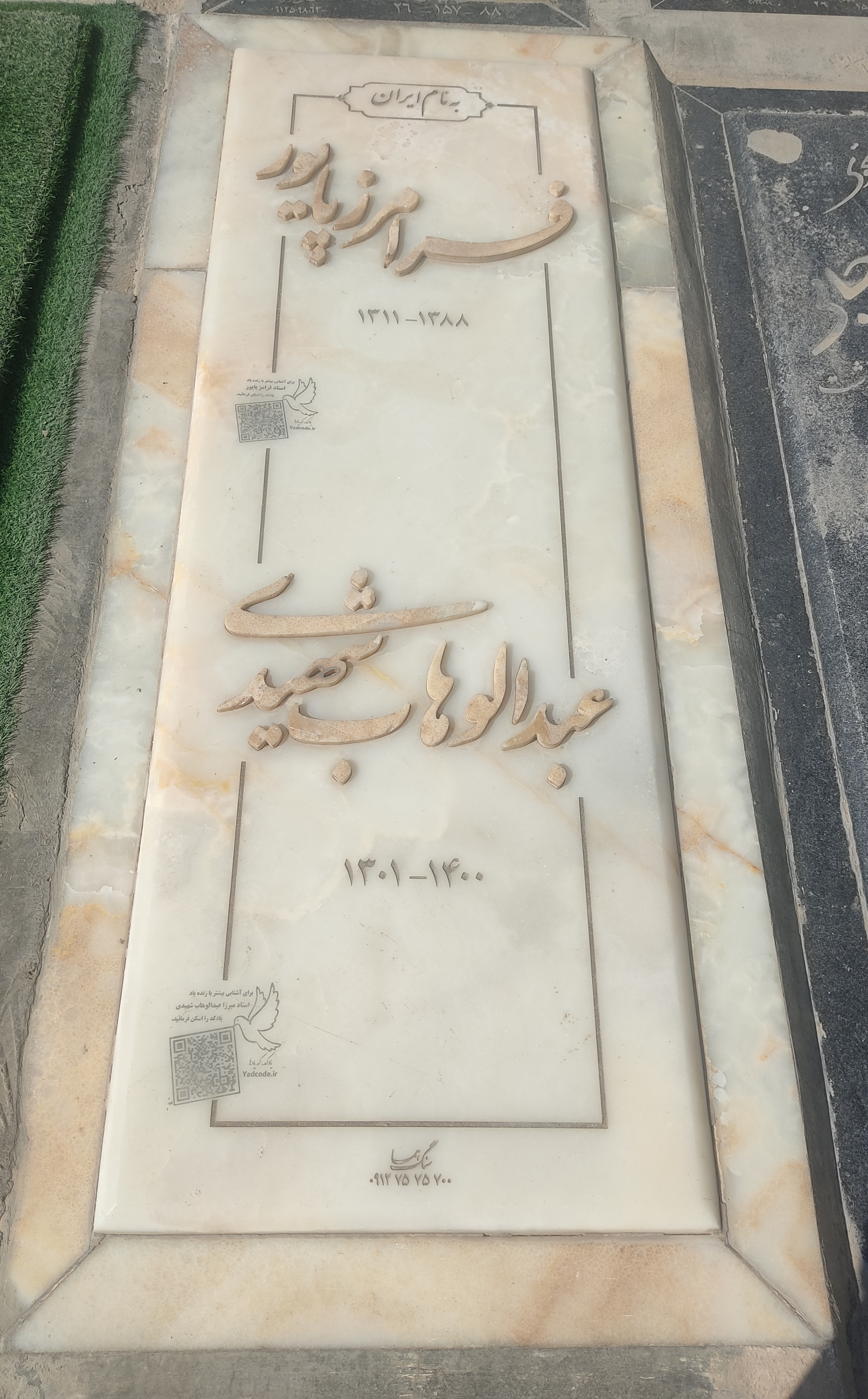
قبر عبدالوهاب شهیدی در قطعه هنرمندان بهشت زهرا

این هنرمند که چهار روز پس از تزریق واکسن کرونا(COVID-19) دچار بیماری قلبی شده بود، یک روز پس از بستری شدن در بیمارستان، بامداد روز دوشنبه ۲۰ اردیبهشت سال ۱۴۰۰ درگذشت. پیکر وی در ۲۲ اردیبهشت سال ۱۴۰۰ در قطعهٔ هنرمندان بهشت زهرا تهران به خاک سپرده شد.

## گرامی‌داشت‌ها
محمدرضا شجریان در جشن یازدهم خانه موسیقی دربارهٔ عبدالوهاب شهیدی گفت: او بزرگ‌مرد آواز هنر ایران است و سالیان درازی است که دستش را بوسیده‌ام و در حضور او کُرنش کردم و هیچگاه به خود اجازه ندادم که در حضور او عرض هنر کنم و از این بابت که من آمده‌ام جایزه او را تقدیم کنم متاسفم. استاد، مرا ببخش و من در اندازه‌ای نیستم که جایزه شما را بدهم.
در نخستین جشن سالانه موسیقی ما از هنرمندانی سرشناسی از جمله عبدالوهاب شهیدی تقدیر شد. علی هاشمی از دوستان نزدیک عبدالوهاب شهیدی در این مراسم گفت: عبدالوهاب شهیدی یکی از قدیمی‌ترین دوستان من است که به پاک‌سرشتی او همواره به خود بالیده‌ام. او در ۵۰ سال کاری که در عرصه موسیقی داشت کارهای ارزشمندی کرد که هرگاه به یاد آن‌ها می‌افتم اشک از چشمانم جاری می‌شود. پاکدامنی و درست زندگی کردن استاد شهیدی به حدی بود که یادم می‌آید محمدرضا شجریان در جایی می‌گفت وی و عبدالوهاب شهیدی در زمانی که برای رادیو کار می‌کردند، روزه می‌گرفتند و این چیز کمی نبود که بخواهیم این‌طور راحت از آن عبور کنیم؛ بنابراین من به حضور دوست شریفی چون عبدالوهاب شهیدی افتخار می‌کنم و آرزو می‌کردم ای کاش برنامه طوری چیده می‌شد که هنرمند جوانی چون همایون شجریان لوح تقدیر را به استاد شهیدی تقدیم می‌کرد. پس از این صحبت‌ها همایون شجریان روی صحنه آمد تا لوح سپاس و تندیس طلایی موسیقی ما را به عبدالوهاب شهیدی تقدیم کند که این کار با استقبال حضار همراه شد.

## آثار

جلد آلبوم بی تو به سر نمی‌شود، باصدای عبدالوهاب شهیدی، انتشار در ۱۳۹۳ توسط سرنا صوت

بیشتر آثار شهیدی در برنامهٔ گل‌ها تهیه و اجرا شده‌اند. برخی از این آثار به علت قدیمی بودن، کیفیت پایینی دارند. این آثار در گذشته علاوه بر پخش در رادیو، در قالب نوار صوتی نیز منتشر می‌شدند. بخشی از این آثار نیز برنامه‌های ویژه‌ای بودند که از تلویزیون ملی پخش شده‌اند از جمله:
- حرف (گل‌های رنگارنگ، برنامهٔ شمارهٔ ۲۶۶): دربرگیرندهٔ تصنیف گریه را به مستی بهانه کردم (اثر عارف قزوینی)، گوینده: روشنک و آذر پژوهش، تنظیم‌کننده: جواد معروفی، آواز و عود عبدالوهاب شهیدی، آهنگ سازان: عارف قزوینی، علی‌اکبر شیدا و جواد معروفی، اشعار از: عارف قزوینی، فخرالدین عراقی، حافظ شیرازی و رهی معیری.
- بهار غم‌انگیز (گل‌های تازه، شمارهٔ ۷): در آواز بیات اصفهان، هم‌نوازان آواز: جواد معروفی، همایون خرم و جهانگیر ملک، گوینده: نیکزاد، اشعار از هوشنگ ابتهاج.
- اجرای عبدالوهاب شهیدی و ارکستر سازهای ملی و فرامرز پایور: اثر تصویری، در دستگاه سه گاه، اجرای ارکستر سازهای ملی به سرپرستی فرامرز پایور، آهنگ‌سازی فرامرز پایور بر روی اشعار مولانا، پخش شده از تلویزیون ملی، تصنیف حیلت رها کن عاشقا (شعر مولانا، اثر پایور) علاوه بر این اجرا در گل‌های تازه شماره ۱۸۱ نیز اجرا شده‌است.

برخی از آثار قدیمی عبدالوهاب شهیدی که پیش از انقلاب ۱۳۵۷ روی صفحات ۳۳ دور منتشر شده بودند، توسط انتشارات سرنا صوت بازنشر شده‌اند. از جمله این آثار می‌توان به آلبوم بی تو به سر نمی‌شود اشاره کرد. همچنین در سال ۱۳۸۳ دو آلبوم به نام‌های آثار استاد روح‌الله خالقی و به پاس نیم قرن فعالیت هنری استاد فرامرز پایور منتشر شدند که عبدالوهاب شهیدی نیز در آن‌ها حضور دارد. آلبوم آثار استاد روح‌الله خالقی آلبوم مشترک بین عبدالوهاب شهیدی و غلامحسین بنان است و در آلبوم به پاس نیم قرن کار هنری استاد فرامرز پایور علاوه بر عبدالوهاب شهیدی خوانندگان سرشناس دیگری چون محمدرضا شجریان و شهرام ناظری نیز حضور دارند.
| آلبوم‌ها                                   | آلبوم‌ها    | آلبوم‌ها         | آلبوم‌ها                                                                             | آلبوم‌ها                                                                          | آلبوم‌ها  | آلبوم‌ها |
| ----------------------------------------- | ---------- | --------------- | ----------------------------------------------------------------------------------- | -------------------------------------------------------------------------------- | -------- | --- |
| نام آلبوم                                 | سال انتشار | آهنگ‌ساز         | نوازندگان                                                                           | خواننده                                                                          | ناشر     | توضیحات |
| در مدح علی                                |            | عبدالوهاب شهیدی |                                                                                     | عبدالوهاب شهیدی                                                                  | سرنا صوت | |
| دو بیتی‌های باباطاهر                       |            | عبدالوهاب شهیدی | عبدالوهاب شهیدی، سیمین آقارضی، حسن ناهید                                            | عبدالوهاب شهیدی                                                                  | سرنا صوت | آواز و نوازندگی عود و آهنگ‌سازی عبدالوهاب شهیدی بر اساس دو بیتی‌های باباطاهر. در این اثر سیمین آقارضی نوازندگی قانون و حسن ناهید نوازندگی نی را بر عهده داشتند. |
| راز عود                                   |            | عبدالوهاب شهیدی | عبدالوهاب شهیدی                                                                     | (بی کلام)                                                                        | سرنا صوت | عودنوازی استاد عبدالوهاب شهیدی |
| عود من خداحافظ                            |            |                 | عبدالوهاب شهیدی، فرامرز پایور، پرویز یاحقی، جهانگیر ملک                             | عبدالوهاب شهیدی                                                                  | سرنا صوت | آواز و عود عبدالوهاب شهیدی - سنتور فرامرز پایور - ویولون پرویز یاحقی - تنبک جهانگیر ملک |
| گله دارم، شتربانا                         |            |                 | عبدالوهاب شهیدی، حسن ناهید، مجید اسماعیلی، رحمت‌الله بدیعی                           | عبدالوهاب شهیدی                                                                  | سرنا صوت | شامل تصنیف گله دارم، ساز و آواز شتربانا و یک ساز و آواز دیگر |
| نگاه گرم تو (زندگی)                       |            | فرامرز پایور    | عبدالوهاب شهیدی، فرامرز پایور، حسن ناهید، هوشنگ ظریف، رحمت‌الله بدیعی، محمد اسماعیلی | عبدالوهاب شهیدی                                                                  | سرنا صوت | آهنگ‌سازی و تنظیم و سنتورنوازی فرامرز پایور - نی حسن ناهید - تنبک محمد اسماعیلی - تار هوشنگ ظریف - ویولون و کمانچه رحمت‌الله بدیعی - تصنیف معروف زندگی در این مجموعه نیز اجرا شده‌است. اشعار آلبوم از حافظ شیرازی و هما میر افشار                                                                  |
| آثار استاد روح‌الله خالقی                  | خرداد ۱۳۸۳ | روح‌الله خالقی   |                                                                                     | غلام‌حسین بنان، عبدالوهاب شهیدی                                                   | ماهور    | در این مجموعه استادان شهیدی و بنان اجرای آواز را برعهده داشتند. |
| به پاس نیم‌قرن کار هنری استاد فرامرز پایور | تیر ۱۳۸۳   | فرامرز پایور    | اجرای گروه سازهای ملی                                                               | عبدالوهاب شهیدی، اسماعیل ادیب خوانساری، محمود کریمی، محمدرضا شجریان، شهرام ناظری | ماهور    | در این مجموعه عبدالوهاب شهیدی تصنیف آهوی وحشی را خوانده‌است. |
| تنها بیا                                  |            | عبدالوهاب شهیدی |                                                                                     | عبدالوهاب شهیدی                                                                  | سرنا صوت | |
| بی تو به سر نمی‌شود                        | ۱۳۹۳       |                 | عبدالوهاب شهیدی، پرویز یاحقی، فرامرز پایور، جهانگیر ملک و …                         | عبدالوهاب شهیدی                                                                  | سرنا صوت | این اثر شامل ۱۲ قطعه از آثار ماندگار موسیقی ایران است که حاصل نوازندگی چند تن از مشاهیر عرصه موسیقی ایران از جمله پرویز یاحقی (نوازنده ویولون)، فرامرز پایور (نوازنده سنتور) و جهانگیر ملک (نوازنده تنبک) است. در این اثر استاد شهیدی علاوه بر آوازخوانی نوازندگی عود (بربط) را بر عهده داشتند. |

### اجرا در برنامه‌های رادیو
عبدالوهاب شهیدی با اجرای بیش از ۲۳۰ برنامه به همراه گلپایگانی و قوامی، هنرمندانی هستند که بیش‌ترین اجراها را داشته‌اند. البته بسیاری برنامه‌هایی که وی در آن‌ها حضور داشته مشترک با چند خواننده دیگر بوده‌اند (مانند بیشتر برنامه‌های گل‌ها) و در برنامه‌های وی خوانندگانی چون محمدرضا شجریان با وی همکاری داشته‌اند. وی در تمامی سلسله‌های برنامه گل‌ها حضور داشته که در ادامه بخشی از اجراهای او در سه برنامهٔ گل‌های تازه، گل‌های رنگارنگ و برگ سبز آمده‌است:
- برنامهٔ گل‌های تازه: شماره‌های ۱، ۲، ۴، ۷ (بهار غم‌انگیز)، ۱۱، ۱۵، ۲۱، ۲۶، ۲۹، ۳۴، ۴۰، ۴۹، ۵۰، ۵۱، ۵۹، ۶۲، ۶۴، ۶۷، ۷۳، ۷۸، ۸۰، ۸۲، ۸۴، ۹۰، ۹۳، ۹۶، ۹۸، ۱۰۱، ۱۰۳، ۱۰۵، ۱۱۲، ۱۱۴، ۱۲۲، ۱۲۴، ۱۳۱، ۱۳۷، ۱۵۵، ۱۵۷، ۱۶۱ و ۱۸۱
- برنامهٔ گل‌های رنگارنگ (از شماره ۲۰۰ به بعد): شماره‌های ۲۶۴، ۲۶۶ (حرف)، ۲۷۰، ۲۷۱، ۲۷۵، ۲۷۶، ۲۷۷، ۲۸۲، ۲۸۴، ۲۸۵، ۲۸۸، ۲۹۰، ۲۹۶، ۲۹۷، ۲۹۸، ۳۰۰، ۳۰۲، ۳۰۳، ۳۰۵، ۳۰۸، ۳۰۹، ۳۱۰، ۳۱۱، ۳۱۲، ۳۱۹، ۳۲۲، ۳۲۵، ۳۲۷، ۳۲۹، ۳۳۴، ۳۳۸، ۳۴۲، ۳۴۵، ۳۴۶، ۳۴۸، ۳۵۱، ۳۵۴، ۳۷۰، ۳۷۱، ۳۷۷، ۳۷۹، ۳۸۰، ۳۸۱، ۳۸۳، ۳۸۵، ۳۸۸، ۳۹۵، ۳۹۸، ۴۰۳، ۴۰۷، ۴۰۸، ۴۲۱، ۴۲۶، ۴۲۸، ۴۳۷، ۴۴۳، ۴۵۹، ۴۶۶، ۴۶۹، ۴۸۲، ۴۸۹، ۴۹۴، ۴۹۹، ۵۰۲، ۵۰۴، ۵۱۳، ۵۱۸، ۵۲۳، ۵۲۸، ۵۳۵، ۵۴۴، ۵۵۸، ۵۶۲، ۵۷۱، ۵۷۴ و ۵۷۷
- برنامهٔ برگ سبز: شماره‌های ۱۱۱، ۱۱۲، ۱۲۲، ۱۲۵، ۱۲۷، ۱۳۱، ۱۳۵، ۱۳۸، ۱۶۰، ۱۶۲، ۱۶۷، ۱۹۴، ۲۰۵، ۲۰۶، ۲۰۹، ۲۱۴، ۲۱۷، ۲۲۷، ۲۳۰، ۲۳۳، ۲۳۸، ۲۳۹، ۲۶۰، ۲۶۹، ۲۸۰، ۲۹۶، ۳۰۳ و ۳۱۱